# Torrinha
Torrinha is een gemeente in de Braziliaanse deelstaat São Paulo. De gemeente telt 9.278 inwoners (schatting 2009).

## Aangrenzende gemeenten
De gemeente grenst aan Brotas, Dois Córregos, Santa Maria da Serra en São Pedro.